# Zahraa
Zahraa (tiếng Ả Rập: الزهراء) là một ngôi làng Syria nằm ở phó huyện Jubb Ramishima ở huyện Masyaf, Hama. Theo Cục Thống kê Trung ương Syria (CBS), Zahraa có dân số 1.019 trong cuộc điều tra dân số năm 2004.